# Марсден, Уильям
Уильям В. Б. Марсден (англ. William V. B. Marsden) — британский стрелок, призёр летних Олимпийских игр.
Марсден принял участие в летних Олимпийских играх в Лондоне только в одной дисциплине. Он стал бронзовым призёром в стрельбе из малокалиберной винтовки по исчезающей мишени на 25 метров.